# Симонсен, Нильс
Нильс Симонсен (дат. Niels Simonsen; 10 декабря 1807, Копенгаген — 11 декабря 1885, Фредериксберг, Зеландия) — датский художник, скульптор, педагог. Член Мюнхенской академии художеств (1842).

## Биография
С 1823 года обучался в Датской королевской академии изящных искусств. Сначала учился живописи, а потом — ваянию. В 1827 году поступил учеником в студию Йохана Людвига Лунда (1777—1867). Вскоре дебютировал как скульптор на нескольких выставках. Но так как ему не удалось добиться успехов в этой области и получить признание публики, посвятил себя исключительно живописи.
В 1833 году продолжил учёбу в Мюнхенской академии художеств. Продавал свои картины ряду аристократов и бизнесменов, что позволило ему финансировать свои поездки, получая вдохновение для дальнейшей работы. Совершил несколько ознакомительных поездок в Баварские и Австрийские Альпы. В 1839 году путешествовал по Тиролю, Северной Италии, Средиземному морю и Алжиру, из своих поездок привёз много эскизов и впечатлений, которые затем легли в основу многих его масляных картин. В 1845 году вернулся на родину.
В 1848—1851 годах во время Датско-прусской войны сосредоточился на больших полотнах с батальными сценами, некоторые из которых были приобретены для Королевской коллекции. После этого вернулся к жанровым сценам, совершил поездку в Швецию.
Помимо работы в собственной студии, много лет работал профессором художественного колледжа в Стокгольме .
Художник-баталист, ориенталист, исторический живописец, литограф. В 1830 году был награжден золотой медалью, в 1852 году — орденом Данеброга, в 1874 году — Почетным крестом ордена Даннеброга.